# Pneumatologie (christianisme)
Ne doit pas être confondu avec Pneumologie.
Pour les articles homonymes, voir Pneumatologie.

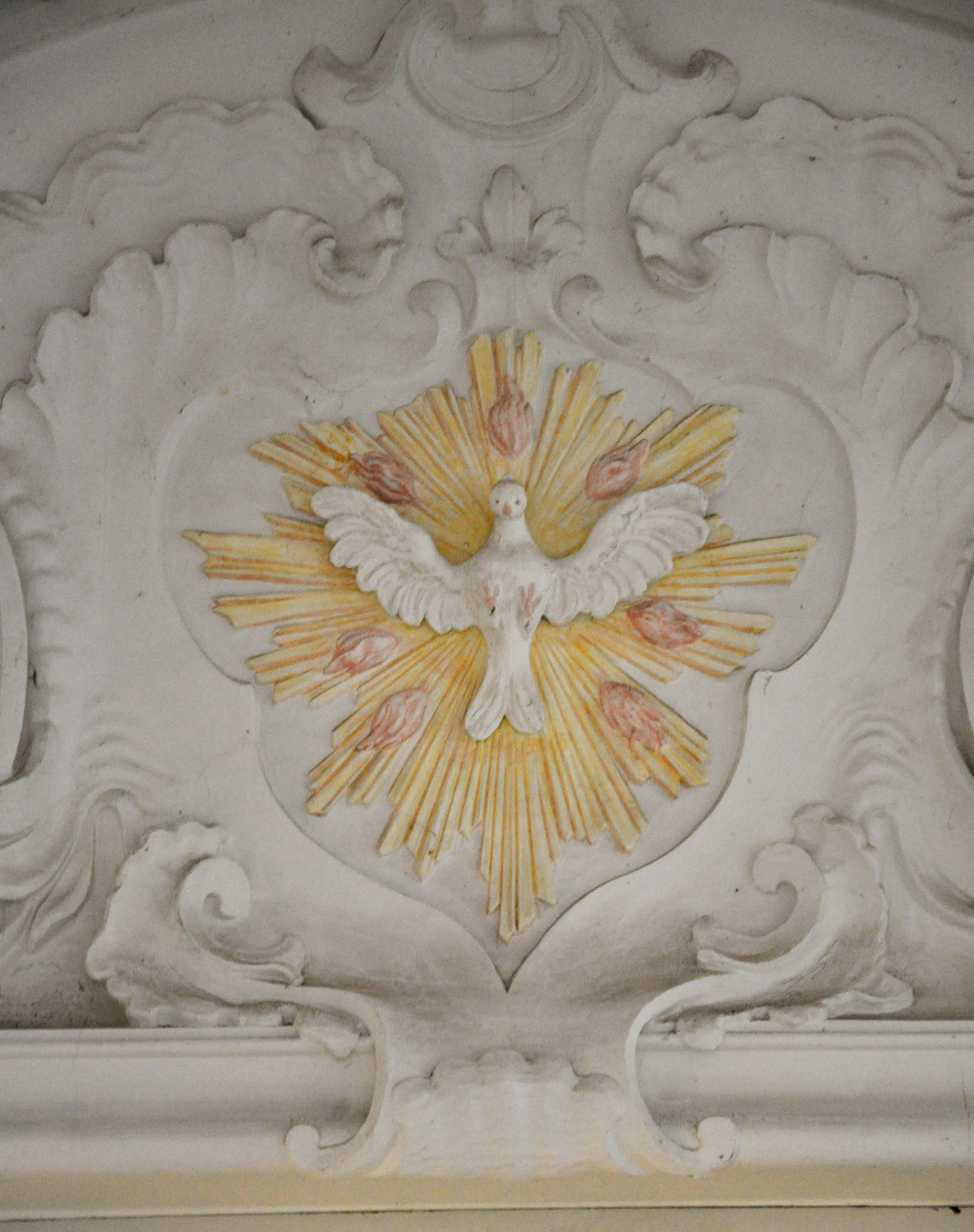
La colombe représentant le Saint-Esprit

La pneumatologie (du grec ancien : πνεῦμα, pneuma, mot grec signifiant « souffle »), dans la théologie chrétienne, se réfère à l'étude du Saint-Esprit et de ses œuvres.